# Miracle (filme)
Miracle (bra: Desafio no Gelo; prt: Pela Vitória) é um filme estadunidense de 2004, do gênero drama esportivo, dirigido por Gavin O'Connor e com roteiro de Eric Guggenheim.

## Sinopse
O filme conta a história de um treinador da Seleção dos Estados Unidos de Hóquei no Gelo que, voltando de uma reunião em Colorado Springs, conta à sua esposa que nada aconteceu de útil e que não é o treinador desejado, sendo chamado para a conversa após a recusa de dois treinadores. Ao receber uma ligação confirmando o emprego, teve uma surpresa. Então, o treinador convoca 26 jovens atletas para os Jogos Olímpicos de Inverno de 1980, mas seis são cortados. Logo, os atletas são treinados polemicamente para derrotar a Seleção Soviética de Hóquei no Gelo, que é considerada forte.

## Elenco
- Kurt Russell como Herb Brooks[1]
- Patricia Clarkson como Patti Brooks[1]
- Noah Emmerich como Craig Patrick[1]
- Sean McCann como Walter Bush[1]
- Kenneth Welsh como Doc Nagobads[1]

## Recepção

### Bilheteria
Miracle arrecadou US$ 19.377.577 em seu fim de semana de lançamento, em 8 de fevereiro de 2004, em 2.605 telas. Fechou com um faturamento mundial de US$ 64.445.708.

### Resposta da crítica
No site agregador de críticas Rotten Tomatoes, 81% das 166 resenhas dos críticos são positivas, com uma classificação média de 7/10. O consenso do site diz: "O desempenho de Kurt Russell guia esta história cheia de clichês para o reino da bondade nostálgica e inspiradora." O Metacritic, que usa uma média ponderada, atribuiu ao filme uma pontuação de 68 em 100, baseado em 36 críticos, indicando críticas "geralmente favoráveis". O público entrevistado pelo CinemaScore deu ao filme uma nota média de "A" em uma escala de A+ a F.